# Tabanca
A tabanca (tabanka em crioulo cabo-verdiano) é um género musical e uma manifestação cultural de Cabo Verde.

## Como género musical

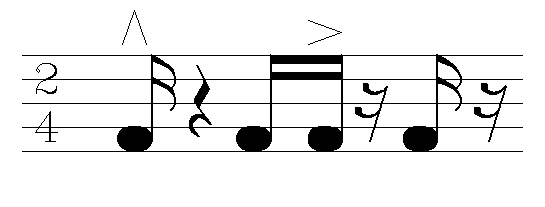
Modelo rítmico da tabanca, ± 120 bpm.

Como género musical, a tabanca caracteriza-se por ter um andamento alegre, um compasso binário, e tradicionalmente ser apenas melódico, isto é, ser cantado sem acompanhamento polifónico.
Na sua forma tradicional, a tabanca estrutura-se no canto-resposta em que o(a) cantor(a) principal entoa versos que logo a seguir são repetidos em uníssono pelos(as) restantes cantores(as). O acompanhamento rítmico é executado em tambores e em outros instrumentos tais como apitos e búzios. Estes últimos (geralmente três, em registros grave, médio e agudo) executam um ostinato rítmico-melódico que cobre uma tessitura de uma sexta. Na tabanca de Chã de Tanque, no Município de Santa Catarina, os búzios foram substituídos por cornetas de pistões. Ritmicamente, existem pelo menos quatro variantes da tabanca: a tabanca da Várzea, a tabanca da Achada Grande, a tabanca da Achada de Santo António (as três na cidade da Praia) e a tabanca de Chã de Tanque (em Santa Catarina).
Modernamente, a tabanca tem sido composta de outra forma por compositores recentes. A música apoia-se num suporte polifónico (sequência de acordes), e apresenta uma estrutura similar aos outros géneros musicais de Cabo Verde, em que as estrofes musicais vão alternando com um refrão.

## História
A palavra «tabanca» existe em textos portugueses desde o séc. XVI. A palavra é provavelmente originária de alguma língua africana (da língua temne? ), e era usada para designar fortificações construídas por navegadores portugueses na costa da Guiné. No crioulo da Guiné-Bissau a palavra «tabanca» significa «aldeia», mas em Cabo Verde ganhou um significado diferente.
A origem da festa da tabanca é incerta. Segundo Semedo e Turano, uma das hipóteses para o surgimento da tabanca remete-nos para algum ano do séc. XVIII, num dia 3 de Maio. Nessa data é celebrada a Santa Cruz, e os senhores dos escravos, imbuídos de algum espírito cristão, teriam concedido, por um dia, a liberdade aos escravos, permitindo-os que eleborassem os seus festejos. Os escravos teriam então aproveitado essa liberdade temporária para realizar um teatro de rua onde ridicularizariam toda a estrutura social então em vigor. Juntando sincreticamente aspectos religiosos cristãos com práticas de origem africana, a tabanca foi se desenvolvendo num desfile em que cada interveniente representava um elemento da sociedade.
Embora a tabanca sempre tenha sido hostilizada pela Administração (receio de insurreição por parte dos escravos) e pela Igreja (manifestação não muito «católica»), só a partir dos fins do séc. XIX é que surgem diplomas legais proibindo a tabanca. A mesma foi assim se tornando gradualmente numa manifestação clandestina, sendo inclusive proibida nos centros urbanos. Depois da independência, houve tentativas de fazer ressurgir certas manifestações culturais de Cabo Verde, mas em termos culturais a tabanca foi lentamente agonizando, perdendo o brilho e o misticismo que tinha outrora, e em termos musicais a tabanca ainda não conheceu o sucesso que o ressurgimento do funaná teve na década de 80, e o renascer que o batuque teve no início deste século.

## Significado
Como manifestação cultural, a tabanca vai muito mais além de um simples género musical. Existem ainda uma série de outras actividades que lhe estão associadas.
Embora exista também na ilha do Maio, a tabanca é mais popular na ilha de Santiago. As festividades da tabanca geralmente começam a 3 de Maio, dia de Santa Cruz, e vão sendo realizadas em dias santos nos meses de Maio a Julho.
A parte do desfile consiste num cortejo, que se inicia à porta de uma igreja (ou capela) e vai percorrendo as ruas da cidade (ou aldeia). Esse desfile, chamado buska santu (buscar o santo), destina-se a, simbolicamente, recuperar um santo (representado simbolicamente por uma bandeira) que foi previamente roubado no acto chamado cumpra santu (comprar o santo). Cada elemento desse cortejo representa um elemento de uma aldeia, com cada um a desempenhar uma função específica. Existe o rei da tabanca, a rainha, o padre, os cativos, os forros, o médico, o ladrão, o doido, etc. A acompanhar o cortejo existem os tamborerus (tocadores de tambor), os korneterus (tocadores de cornetas) e as kantaderas que vão cantando e dançando ao longo do desfile.
Para além desse cortejo existem outras actividades de carácter religioso/profano. Segundo P. Cardoso, a tabanca é também uma associação de socorros mútuos. Cada associado contribui com uma determinada quota, e nos casos de necessidade (enterros, missas de sufrágio, etc.) a associação ajuda nos custos. Essa faceta mais esotérica da tabanca está actualmente a desaparecer.
Actualmente existe o Museu da Tabanka, na cidade de Assomada, cuja actividade não se limita à tabanca, mas também a outras actividades culturais de Cabo Verde.

## Exemplos de tabancas
- «Tabanca» de Os Tubarões
interpretada por Os tubarões no álbum «Tabanca» (Ed. ? — 1980)
- «Puêra na odju» de Zezé di Nha Reinalda
interpretada por Finaçon no álbum «Farol» (Ed. Mélodie — 1992)
- «Tabanca» de Orlando Pantera
interpretada por ? no álbum ? (Ed. ? — 19??)
- «Nha nobo», tradicional
interpretada por Simentera no álbum «Barro e Voz» (Ed. Mélodie, Paris — 1997)